# 국민복
국민복(일본어: 国民服, こくみんふく 고쿠민후쿠[*])은 1940년 11월 2일 일본 제국 정부에서 쇼와 천황의 칙령 형식을 빌려 공포한 "국민복령" (쇼와 15년 칙령 제725호)에 따라 정해진 일본 제국 내 남성을 위한 표준 제복이었다. "국민복령"은 전시의 물자 통제령 하에 있던 국민의 의복 생활을 간소·획일화하여 효율성을 도모키 위해 육군성의 주도로 만들어졌다. 형식은 일본 제국 육군의 군복을 베낀, 다섯 단추가 달린 국방색 한벌옷으로, 국민복령에서는 모자, 외투, 장갑, 각반, 구두에 이르기까지 소재, 색목 등을 자세히 정해놓았다.
1호 (갑호), 2호, 3호, 4호 (을호)의 네 종류가 있었으며, 옷깃이 젖혀진 갑호는 넥타이도 합친 형태로 일반 국민용, 옷깃이 가장 덜 젖혀진 을호는 청소년, 관리용이었다. 여름과 겨울의 구분 없이 착용이 가능하며, 예복을 필요로 하는 엄숙한 상황에서도 의례장 (일본어: 儀礼章 기레이쇼[*])을 쓰는 것으로 대용이 가능하였다.
1942년 이후에는 전국의 학생과 사관생도의 공통 통학복으로서 지정되는 등 널리 쓰이기 시작했다. 1943년 6월의 "국민복제식특례" (쇼와 18년 칙령 제499호) 공포 후에는 소재나 색조의 규정이 완화되어, 군복에 가까운 을호를 중심으로 국민복이 생산되게 되었다. 1945년 6월에는 "대동아전쟁육군군인복제특례"가 공포되어 군복의 대용으로서 국민복을 입는 것도 허용되었다.
일본 제국의 내지 뿐만 아니라 식민지에서도 국민복의 착용이 이루어졌다.

## 같이 보기
- 제복
- 몸뻬
- 인민복
- 전시 체제

## 참고 문헌
- 이노우에 마사토, 《양복과 일본인: 국민복이라는 양식》 (일본어: 『洋服と日本人　国民服というモード』)